# Homeward Bound
Homeward Bound ist eine  Folk-Rock-Ballade des US-amerikanischen Duos Simon & Garfunkel. Das Stück wurde von Paul Simon geschrieben, Anfang 1966 als Single und im Herbst desselben Jahres auf Parsley, Sage, Rosemary and Thyme, dem dritten Studioalbum von Simon & Garfunkel veröffentlicht.

## Entstehung

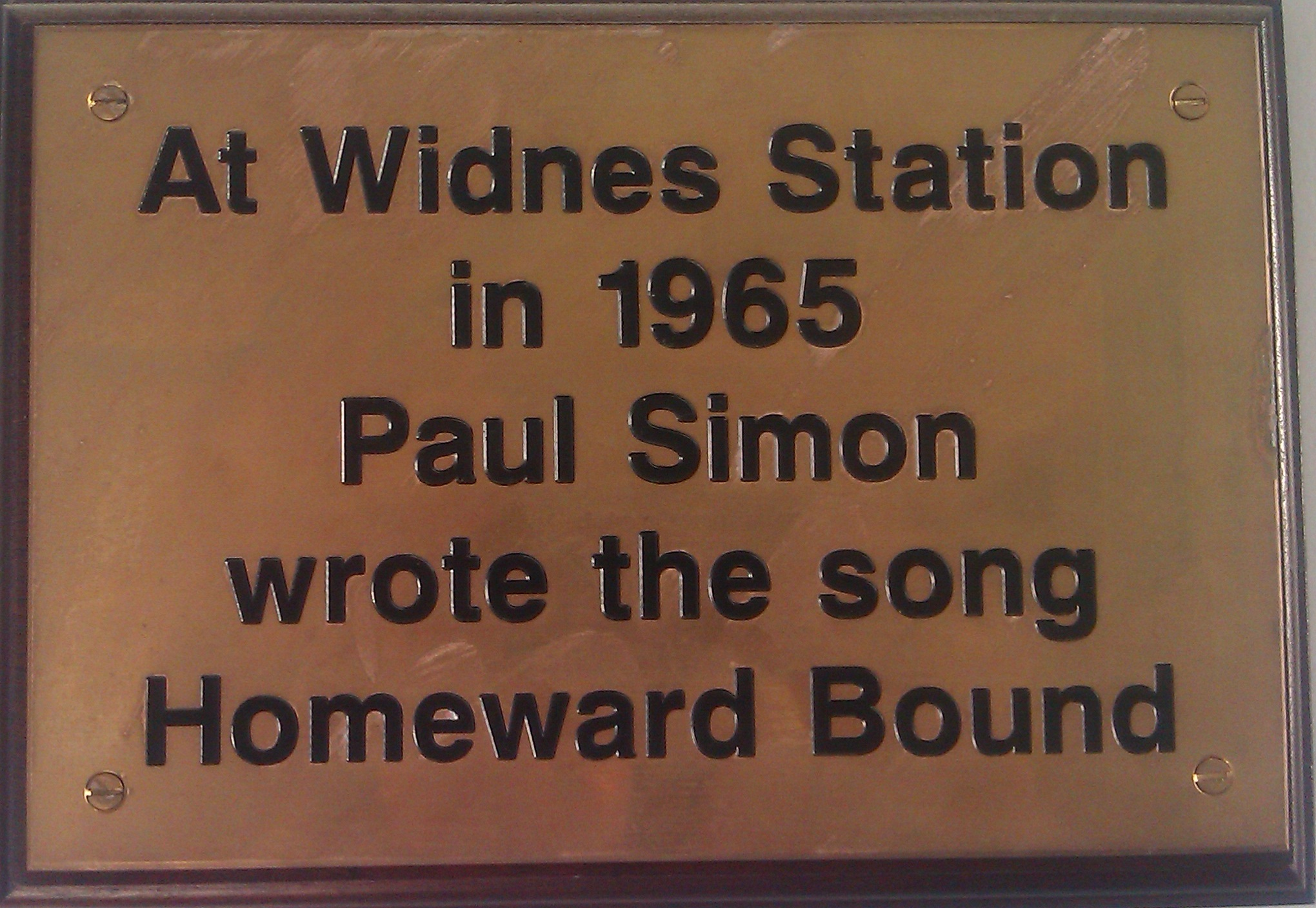
Plakette am Bahnhof von Widnes

Das Lied wurde von Paul Simon 1965 in England geschrieben. Simon, damals 23 Jahre alt, war auf dem Weg von einem Auftritt in der Nähe von Liverpool zu seiner Freundin Kathy nach London und musste an einem Bahnhof warten. Dies soll der Bahnhof von Widnes gewesen sein. Dort erinnert heute eine Plakette an die Entstehung des Liedes.

## Chartplatzierungen
Als Single erreichte das Lied Platz fünf der US-amerikanischen Charts Billboard Hot 100 und Platz neun der britischen UK Top 40. In beiden Hitparaden war es für zwölf Wochen vertreten.